# Dominique Bouchet
Dominique Bouchet, né en 1952 à Clam, Charente-Maritime, est un grand chef de cuisine français. 

## Biographie

### Carrière en France
Dominique Bouchet obtient en 1969 un CAP de cuisinier puis reçoit un diplôme de l’école hôtelière de La Rochelle. 
Il commence sa carrière à Paris comme commis de cuisine, puis, repéré par Joël Robuchon, participe à l’ouverture du Concorde la Fayette (1 étoile Michelin) où il deviendra son bras droit. Il prend en 1978 le poste de chef des cuisines du restaurant Jamin (2 étoiles Michelin) où il restera 3 ans.
C’est alors que, âgé de seulement 29 ans, Claude Terrail lui propose de prendre les commandes des fourneaux de La Tour d'Argent alors 3 étoiles Michelin. Il va y développer ses premières relations avec le Japon où il est chargé de l’ouverture de la Tour d’Argent à Tokyo et du développement des produits de la gamme. Après 7 ans, il quitte l'établissement, et sera le dernier chef à quitter l’établissement avec 3 étoiles au guide Michelin. 
Après 20 ans passés à Paris, Dominique Bouchet décide d’ouvrir son affaire dans les Charentes, Le Moulin de Marcouze à Mosnac, il va y créer son hôtel 4* Tourisme où le restaurant sera récompensé de 2 étoiles par le Guide Michelin. Après 8 ans, c’est à l’Hôtel de Crillon, situé sur la place de la Concorde, qu’il va prendre la place de Chef des cuisines des restaurants de cet établissement, dont le restaurant gastronomique Les Ambassadeurs (2 étoiles Michelin). Il y sera élu par ses pairs et le magazine Le Chef, en 1999, Chef de l’année.
Après plus de 40 ans de carrière au service de la gastronomie, Dominique Bouchet s'installe à son compte. Il s'implante dans le 8e arrondissement de Paris, restaurant récompensé d'une étoile au Guide Michelin. L'établissement de Dominique Bouchet a disparu dans son édition 2023, à la suite de la fermeture. 

### Carrière à l'étranger
Ses activités gastronomiques l'emmènent aux États-Unis, au Royaume-Uni, en Belgique, aux Pays-Bas, à Singapour, en Suisse, au Maroc, en Thaïlande, en Turquie, au Japon, en Uruguay, en Suisse, au Liban, en Italie, en Chine. 
Il est alors choisi, en 2001, par la compagnie aérienne Japan Airlines pour réaliser les menus de la classe affaire. 
Dominique Bouchet crée en 2004, au Japon, sa société Atelier DY où il se charge du conseil de plusieurs sociétés nippones. En 2009 il crée sa société de conseil « DB Conseil International ».
En juillet 2013 il ouvre un restaurant sous enseigne éponyme dans le quartier de Ginza . Il obtient  2 étoiles au guide Michelin Tokyo après 4 mois d'ouverture.
En juillet 2015 il ouvre son nouveau restaurant toujours à  Ginza 1 Chome Tokyo .Il obtient 2 étoiles au guide Michelin Tokyo après 4 mois d'ouverture. 
En Juillet 2016 il ouvre un nouveau restaurant "Les Copains de Dominique Bouchet" toujours dans le quartier de Ginza à Tokyo.
En septembre 2017 il ouvre le Grill de Dominique Bouchet à Kanazawa, Japon 
En 2019  il  ouvre à Kyoto 2 restaurants  dans  Westin Miyako Hotel  un restaurant Gastronomique et un  Teppanyaki cuisine Japonaise revisité par un chef Français . 
En 2019 il ouvre à Nagoya un restaurant formule bistrot chic dans JR Central TOWER 7

## Collaborations
Il collabore avec la Maison de Saké Fukumitsuya de 2006 à 2014 ce qui fait de lui le seul chef français propriétaire d'une marque de saké. .

## Distinctions
- Chevalier de la Légion d’Honneur en 2002[10]
- Chevalier des arts et des lettres en 2007[11]
- Médaille de Vermeil de la ville de Paris janvier 2016
- Compagnon du Tour de France
- International Star Diamond Award de l'American Academy of Hospitality Sciences en 2000[12]
- Chef du Millenium au Japon en 2000 [13]
- Chef de l’année en 1999[14]
- Diplôme du Club des Cent en 1994

## Publications
- La cuisine Wa-Bi, Glénat, 2007  (ISBN 978-2723460095)
- Accords Gourmands. Café, Agnès Viénot Éditions, 2002  (ISBN 978-2914645188)